# Аккол орман шаруашылыгы
Акко́л орма́н шаруашылыгы́ (каз. Ақкөл орман шаруашылығы, до 2018 г. — Алексеевский лесхоз) — село в Аккольском районе Акмолинской области Казахстана. Входит в состав Аккольской городской администрации. Код КАТО — 113220200.

## География
Село расположено в западной части района, на расстоянии примерно 9 километров (по прямой) к западу от административного центра района и администрации — города Акколь.
Абсолютная высота — 384 метров над уровнем моря.
Ближайшие населённые пункты: город Акколь — на востоке, село Ерназар — на западе.
Через село проходит автодорога областного значения — КС-8 «Новый Колутон — Акколь — Азат — Минское».

## Население
В 1999 году население лесхоза составляло 484 человека (245 мужчин и 239 женщин). По данным переписи 2009 года, в лесхозе проживали 353 человека (175 мужчин и 178 женщин).
| Численность населения | Численность населения |
| 1999                  | 2009                  |
| --------------------- | --------------------- |
| 484                   | ↘353                  |

## Улицы[5]
- ул. Бирлик
- ул. Достык
- ул. Карагайлы
- ул. Мектеп
- ул. Орманды
- ул. Орталык